# عميق (ذمار)

تعديل مصدري - تعديل

عميق هي إحدى قرى عزلة كهال بمديرية المنار التابعة لمحافظة ذمار، بلغ تعداد سكانها 161 نسمة حسب تعداد اليمن لعام 2004.